# Construcciones y Auxiliar de Ferrocarriles
Construcciones y Auxiliar de Ferrocarriles (CAF) ist ein spanischer Hersteller von Schienenfahrzeugen mit Sitz in Beasain im Baskenland. Das Unternehmen wurde 1917 gegründet und besteht seit 1971 in der heutigen Form. Der Hersteller von U-Bahn-Wagen, Straßenbahnfahrzeugen, Regional- und Vorort- sowie Hochgeschwindigkeitszugeinheiten ist seit den 1990er Jahren auch international tätig. Nach der Übernahme des polnischen Busherstellers Solaris Bus & Coach können seit 2019 im Firmenverbund auch Omnibusse und Trolleybusse angeboten werden.

## Geschichte

### Vorgeschichte und Gründung
Die Fabrica de Hierros San Martín (Eisenwerk San Martín) ist das älteste Unternehmen, das als Vorläufer der heutigen CAF gelten kann. Es wurde 1860 von Domingo Goitia, Martín Usabiaga sowie José Francisco Arana gegründet. Das Unternehmen stellte Stahl im Puddelverfahren her und betrieb ein Walzwerk.
Francisco Goitia, der Sohn und Erbe Domingo Goitias, gründete 1892 gemeinsam mit dem Marqués de Urquijo die Maschinenfabrik Gipuzkoa (La Maquinista Gipuzkoa). Bis 1899 baute das Unternehmen seinen Produktionsstandort Beasain in der baskischen Provinz Gipuzkoa auf und stellte dort unter anderem auch Eisenbahn-Rollmaterial her. Die erstmalige Lieferung von zehn offenen Güterwagen an das Gaswerk Madrid wurde im Jahr 1905 zum Anlass genommen, den Namen in Fabrica de Vagones Beasain (Waggonbau Beasain), kurz FVB, zu ändern.
Die gute Konjunkturlage vor und während des Ersten Weltkriegs ermöglichte es, die Produktion zu steigern, über die Jahre wurden 16 000 Güterwagen, 370 Reisezugwagen und 24 000 Räder hergestellt.
1917 ging aus der Fabrica de Vagones Beasain die Compañia Auxiliar de Ferrocarriles hervor, die danach die Abkürzung CAF trägt. Der Betrieb beschäftigte damals 1600 Mitarbeiter und war auf den Bau von Güterwagen spezialisiert.

### Compañia Auxiliar de Ferrocarriles (CAF) ab 1917

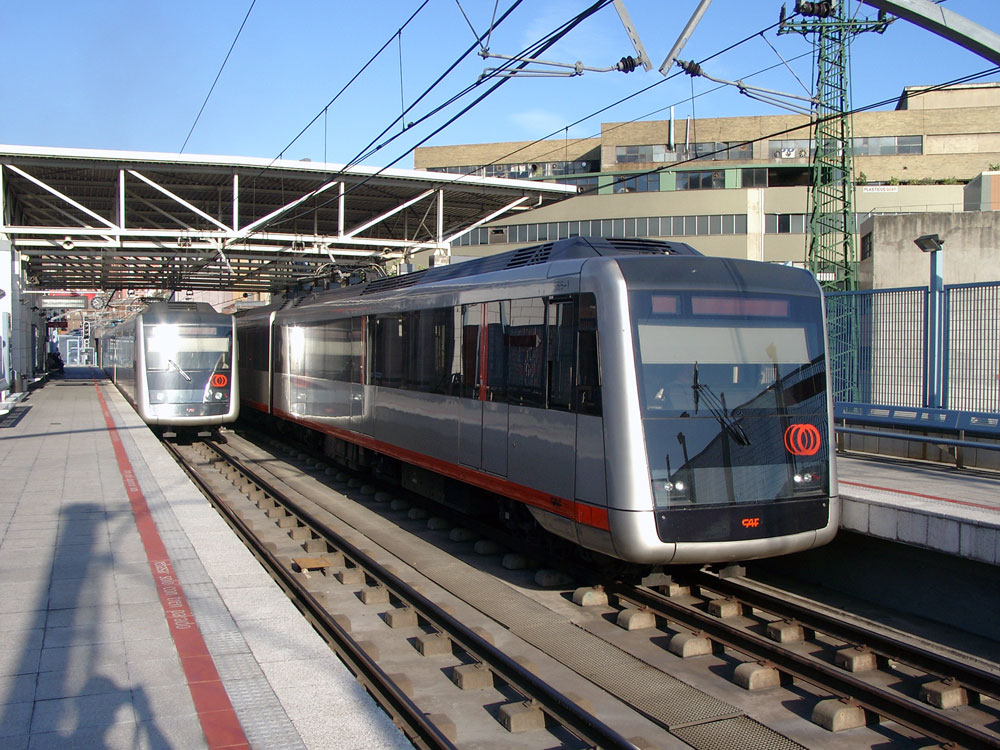
U-Bahn-Züge der Metro Bilbao von CAF

Die gute Auftragslage im Zusammenhang mit dem Wiederaufbau der Eisenbahn nach Ende des spanischen Bürgerkriegs ermöglichte es, 1940 ein Werk in Irun zu eröffnen.
CAF erwarb 1954 eine Mehrheitsbeteiligung an der Material Movil y Construcciones (kurz MMC) in Saragossa (Aragonien), die auf den Bau von U-Bahn-Zügen und Reisezugwagen spezialisiert war.

### Construcciones y Auxiliar de Ferrocarriles (CAF) ab 1971
1971 wurden die beiden Firmen Compañia Auxiliar de Ferrocarriles und Material Movil y Construcciones zur Construcciones y Auxiliar de Ferrocarriles (CAF) zusammengelegt. Ende der 1980er Jahre modernisierte CAF die Produktionsanlagen und war in der Folge auch an der Herstellung der ersten Hochgeschwindigkeitszüge für die RENFE beteiligt.
Seit Anfang der 1990er Jahre ist CAF auch international tätig. Prestigeträchtige Aufträge zur Lieferung von Express- und Vorortzügen zur Anbindung von Flughäfen kamen aus Hong Kong und London. Metro- und Vorortzüge wurden in den Folgejahren auch in die USA, beispielsweise nach Washington DC, Sacramento und Pittsburgh, sowie nach Mexiko-Stadt geliefert. In Europa bestellte beispielsweise die Metro Brüssel im Jahr 2004 Fahrzeuge bei CAF.
Anfang der 2000er Jahre lieferte CAF Hochgeschwindigkeitszüge an die spanische RENFE und im Jahr 2005 wurden erstmals Hochgeschwindigkeitszüge exportiert, die in die Türkei gingen. Züge mit Diesel-elektrischem Antrieb sollen nach Saudi-Arabien geliefert werden.
Das Unternehmen Trenes de Navarra SA (TRENASA) als Werk für Ausrüstungen und Komponenten für Eisenbahnsysteme wurde 2007 in Navarra gegründet.
CAF ist eine Aktiengesellschaft und befindet sich mehrheitlich im Eigentum institutioneller Investoren.

### Übernahme des polnischen Busherstellers Solaris
2018 kündigte CAF an, den polnischen Bushersteller Solaris zu übernehmen. Die Kontrolle der polnischen Wettbewerbsbehörde fiel positiv aus. Am 4. September 2018 war die Übernahme vollständig abgeschlossen.

### Übernahmen 2022
CAF erklärte im November 2021, dass das Unternehmen 2022 die Talent-3-Plattform des Wettbewerbers Bombardier Transportation sowie die Coradia-Polyvalent-Plattform und das Werk in Reichshoffen des Bahnherstellers Alstom übernehmen wird. Der Verkauf an einen Wettbewerber war eine Auflage der Wettbewerbsbehörde der Europäischen Kommission für die Genehmigung der 2021 erfolgten Übernahme von Bombardier Transportation durch Alstom. Nach notwendigen Gesprächen mit den Personalvertretungen und der Erteilung behördlicher Genehmigungen wurde die Transaktion zum 1. August 2022 abgeschlossen.

## Produkte

### Radsätze
Eine technische Besonderheit im Angebot der CAF sind spurwechselfähige Drehgestelle, die für Geschwindigkeiten bis zu 250 km/h zugelassen sind und mit denen im Testbetrieb auf Normalspur schon 275 km/h erreicht wurden. Bei dem System mit dem Namen Brava sind die Laufräder auf der Radsatzwelle drehfest, aber  verschiebbar gelagert und im belasteten Zustand mechanisch fixiert. Beim langsamen Durchfahren der Umspuranlage übernehmen seitliche Geleitschienen die Masse des Wagens und die Räder können entlastet verschoben werden. Obwohl das System ähnlich dem von Talgo ist, benötigt es andere Spurwechselanlagen.
CAF stellt Radscheiben und Radsätze selbst her.

### Lokomotiven
In den 1980er Jahren war CAF am Bau der RENFE-Elektrolokomotiven der Baureihen 250 (mit Krauss-Maffei) und 251 (mit  Mitsubishi Heavy Industries) beteiligt, die zum Teil bei CAF in Lizenz gefertigt wurden. In den 1990er Jahren folgte die Mitwirkung von CAF am Projekt der Lokomotiven der RENFE-Baureihe 252, die mit dem Siemens EuroSprinter verwandt sind und zum Teil von CAF in Lizenz gebaut wurden. Das neueste Produkt im Bereich der Lokomotiven sind die sechsachsigen Zweikraftlokomotiven mit dem Namen Bitrac sowie Diesellokomotiven für Reisezüge in Saudi-Arabien.

### Hochgeschwindigkeitszüge
Die CAF-Hochgeschwindigkeitszüge der Reihen 120 und 121 für die spanische RENFE sind mit Drehgestellen ausgerüstet, die einen schnellen Spurwechsel zwischen Regel- und iberischer Breitspur erlauben. Die umspurbaren Einheiten erreichen Geschwindigkeiten von 250 km/h bei einer Fahrleitungsspannung 25 kV und 220 km/h bei 3 kV. Die Züge werden überwiegend als Zuggattungen Alvia, Alaris und Avant im Hochgeschwindigkeitsregionalverkehr eingesetzt. Auf Strecken wie Madrid–Bilbao wird dabei sowohl das regelspurige Hochgeschwindigkeitsnetz als auch das Bestandsnetz in iberischer Breitspur genutzt.
Die Triebzüge der Baureihe HT65000 wurden an die türkische Staatsbahn Türkiye Cumhuriyeti Devlet Demiryolları (TCDD) geliefert, sie sind eine nicht umspurbare Variante der Einheiten für die Renfe. Die Züge verkehren auf der Schnellfahrstrecke Ankara–Istanbul, sie erreichen eine Spitzengeschwindigkeit von 250 km/h.
Im Mai 2010 stellte CAF das Konzept des mehr als 300 km/h schnellen Hochgeschwindigkeitszuges Oaris vor. Dieser kann dank umspurbarer Laufwerke in Spanien sowohl die regelspurigen Neubaustrecken als auch die bestehenden Breitspurstrecken benutzen. Eine Einheit soll aus vier, sechs oder acht Wagen bestehen und in Doppeltraktion bis zu 400 Meter Länge erreichen. Neben einem Prototyp für die spanische Staatsbahn Renfe wurden bisher acht Einheiten für Flytoget gebaut. Diese als Type 78 bezeichnete Vierwagenzüge können 250 km/h erreichen. Da die Gardemobane zum Flughafen Oslo nicht dafür ausgebaut wurde, verkehren sie nur mit einer Geschwindigkeit von 210 km/h.

### Fernverkehr
CAF baut ab 2012 die neueste Generation Reisezugwagen für Amtrak in den USA, die eine Weiterentwicklung der Viewliner darstellen. Für den Fernverkehr an der Ostküste wurden 70 Gepäck-, 25 Schlaf-, 25 Speise- und 10 kombinierte Gepäck- und Schlafwagen bestellt. Aber auch Wagen für lokomotivbespannte Wendezüge in Saudi-Arabien wurden von CAF gebaut.
Im September 2019 erhielt CAF von der SNCF einen Auftrag über 28 Elektrotriebzüge, die für Intercités-Verbindungen von Paris in den Süden Frankreichs vorgesehen sind. Der Auftragswert beläuft sich auf 700 Mio. Euro; er beinhaltet eine Option für 75 weitere Züge; 2023 folgte ein Abruf von weiteren 22 Zügen. Im Dezember 2022 wurde ein Vorführmodell des nun als CAF Oxygène bezeichneten Zuges vorgestellt. 2023 wurde ein Zug für Testfahrten nach Velim/Tschechien überführt. Die neuen Fahrzeuge sollen 2025 zugelassen werden und 2027 den Betrieb aufnehmen. Zunächst war geplant, die Produktion aufzuteilen zwischen dem Stammwerk von CAF in Spanien und dem in Südfrankreich angesiedelten CAF-Werk Soulé (Unternehmen), das dafür ausgebaut werden sollte. Der Plan änderte sich, nachdem CAF 2022 das Eisenbahnwerk Reichshoffen/Elsass erworben hatte. Die ersten sieben Züge wurden in Beasain in Spanien produziert, die weiteren seit 2023 im Elsass gefertigt,
2025 bestellte die marokkanische ONCF 30 ebenfalls 200 km/h schnelle IC-Triebzüge.

### Regionalverkehr

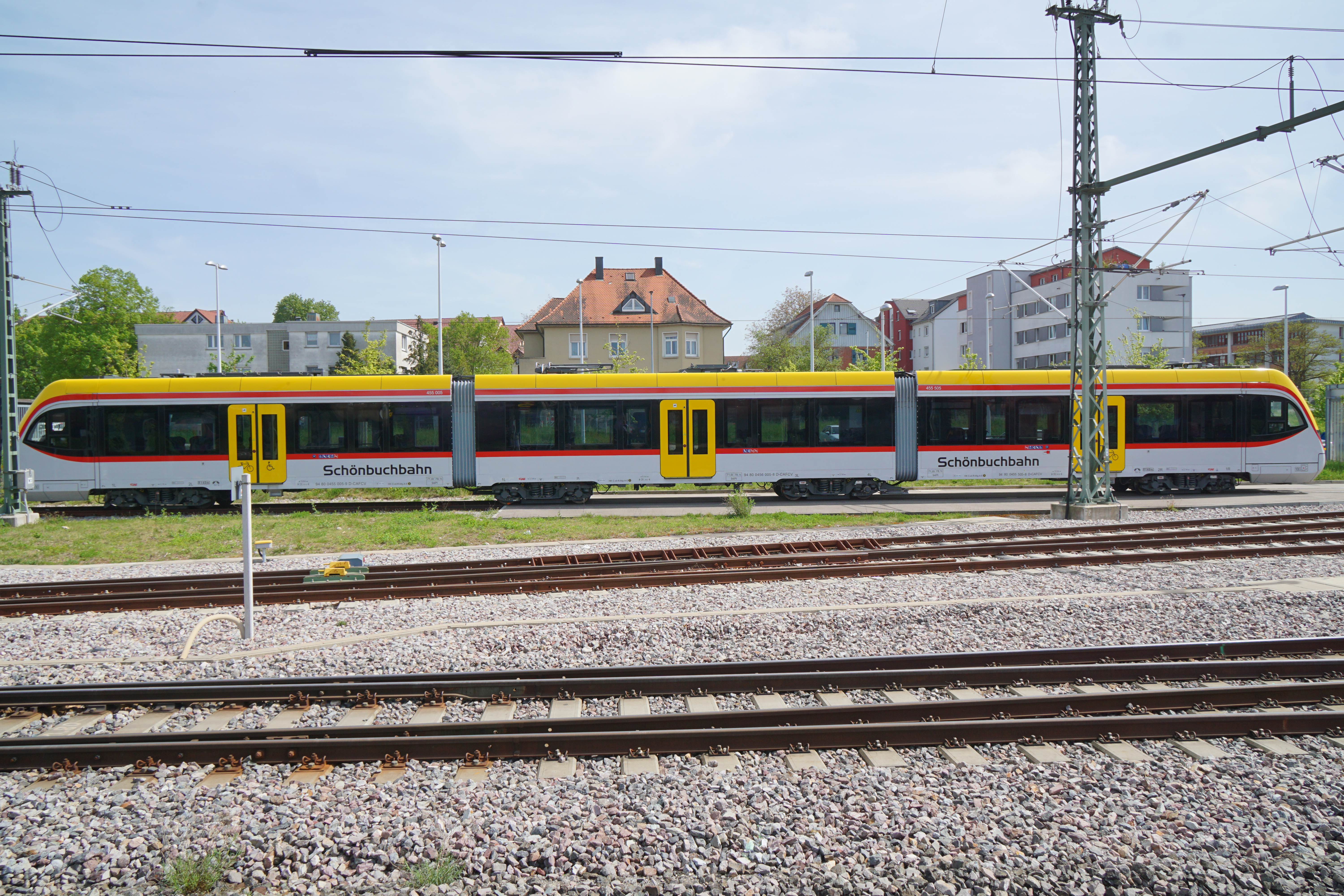
CAF Nexio für die Schönbuchbahn

Für den spanischen Regionalverkehr lieferte CAF sowohl dieselelektrische wie elektrische Triebzüge an die RENFE und an regionale Gesellschaften. Die modernsten, für eine Geschwindigkeit bis 160 km/h ausgelegten, Produkte sind die TDMD (Tren Diésel de Media Distancia der Renfe-Reihe 599) sowie die TEMD (Tren Eléctrico de Media Distancia, RENFE-Baureihe 449). Beide Bauarten sind für eine Umstellung auf Regelspur, die der Baureihe 449 zusätzlich den Betrieb mit 25 kV und eine Geschwindigkeit von 200 km/h vorbereitet.
Bereits Ende der 1990er Jahre lieferte CAF Züge nach Großbritannien, wie die britische Baureihe 332 für den Heathrow Express; 2000/01 folgten Züge der Baureihe 333. Für die italienische Staatsbahn Ferrovie dello Stato lieferte CAF ab 2014 acht Dieseltriebzüge des Typs ATR 365 mit aktiver Neigetechnik für den Betrieb auf Sardinien.
Im Oktober 2011 schloss die DB mit CAF und zwei weiteren Lieferanten einen bis 2018 laufenden Rahmenvertrag über die Lieferung neuer elektrische Triebzüge für den Regionalverkehr ab. Neben CAF gehörten Alstom Transport und Stadler Rail zu den ausgewählten Herstellern. Doch nur bei diesen beiden Wettbewerbern kaufte die DB während der Laufzeit Regionalzüge.
Davon unabhängig wurden nach einer Ausschreibung der Schönbuchbahn bei CAF zwölf elektrische Triebzüge der Baureihe 455 bestellt, die dort in Baden-Württemberg ab 2021 eingesetzt werden sollten. Wegen falsch dimensionierter Bremsen erhielten die Züge jedoch vom Eisenbahn-Bundesamt 2021 noch keine Zulassung.

#### Civity

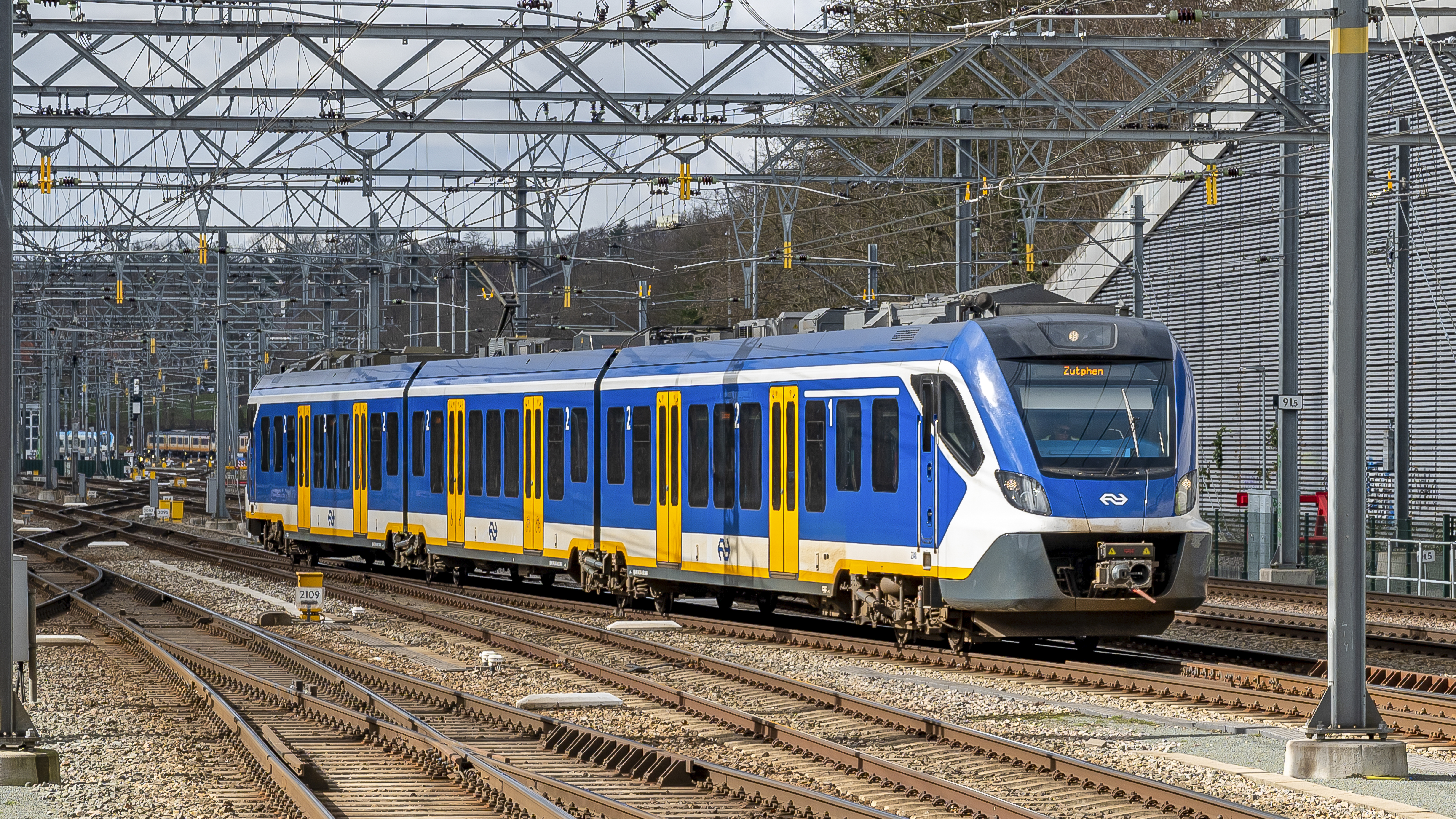
Sprinter Nieuwe Generatie (SNG) in den Niederlanden

Unter dem Namen Civity werden verschiedene neuentwickelte Triebzugbauarten, vorwiegend in Niederflurtechnik für Regelspur, angeboten, die mit unterschiedlichen Antrieben, Stromsystemen und Zugkompositionen bestellt werden können. Beispielsweise sind die Civity UK für das britische Profil angepasst und jeder Wagen läuft auf zwei Drehgestellen statt auf Jakobs-Drehgestellen wie die in Kontinentaleuropa angebotenen Triebzüge.
Als erster Kunde für diesen Zugtyp bestellte die Region Friaul-Julisch Venetien 2011 acht fünfteilige Kompositionen (ETR 563), die seit 2015 eingesetzt werden. Später folgten vier Züge in Zweisystemausstattung (ETR 564) für den grenzüberschreitenden Einsatz nach Österreich und Slowenien.
Einen Auftrag über 118 Züge des Typs Civity erteilten 2014 die Nederlandse Spoorwegen (NS). Sie gingen ab November 2018 als Sprinter Nieuwe Generatie (SNG) in Betrieb. Ebenfalls 2018 erteilten die NS einen Folgeauftrag über weitere 88 Züge; deren Auslieferung erstreckt sich bis 2023.[veraltet] Die Aufträge umfassen insgesamt 118 dreiteilige und 88 vierteilige Elektrotriebzüge. Die Fahrzeuge sind dementsprechend 59,56 m bzw. 75,76 m lang.
Aus Großbritannien bekam CAF 2016 eine umfangreiche Bestellung für Civity-UK-Züge mit dieselelektrischem Antrieb (Baureihe 195) und vollelektrischem Antrieb (Baureihe 331), die veraltete Pacer-Triebwagen auf Strecken im Norden Englands ersetzen. Zum großen Teil erfolgte deren Fertigung bei CAF in Spanien, doch führten die Aufträge zum Bau einer Fabrik in Newport (Wales). Seit 2018 werden dort Civity-UK-Züge für weitere britische Bahnbetreiber gebaut, darunter 77 Einheiten der Baureihe 197 für Transport for Wales und 26 Züge der Baureihe 196 für West Midlands Trains.
Aus Australien erhielt CAF 2019 einen Auftrag über die Lieferung von Zügen für den Regional- wie den Intercity-Verkehr. Sie sollten 2023 in Betrieb genommen werden.
Von der Variante Civity Nordic, die für tiefe Temperaturen angepasst ist, wurden im April 2021 28 Züge an Transito AB verkauft und weitere 25 im Oktober 2021 an SJ AB.
Aus Deutschland erhielt CAF im Juli 2021 einen Auftrag über 63 Züge des Typs Civity mit batterieelektrischen Antrieb. Auftraggeber ist der Verkehrsverbund Rhein-Ruhr (VRR) gemeinsam mit dem Nahverkehr Westfalen-Lippe (NWL). Der Vertrag umfasst neben der Herstellung auch die Instandhaltung der Züge für 30 Jahre. Bestellt sind 15 rund 45 Meter lange Fahrzeuge mit 120 Sitzplätzen und 48 rund 55 Meter lange Einheiten mit 160 Sitzplätzen. Die ersten Fahrzeuge sollen ab Dezember 2025 eingesetzt werden.

### Straßenbahnfahrzeuge

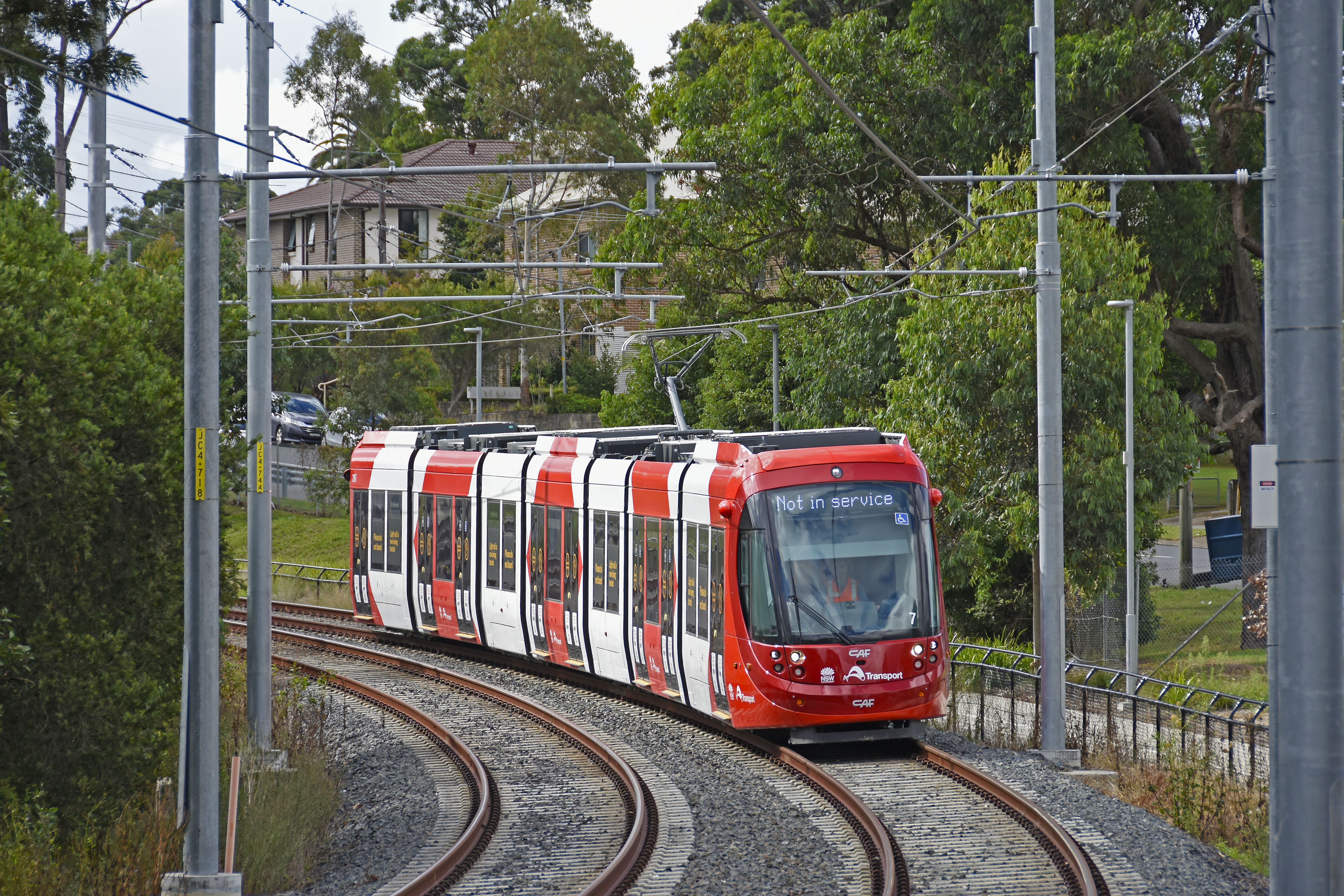
CAF Urbos für Sydney

Auf dem Markt für Straßenbahn-Triebwagen bietet CAF seine Produktfamilie Urbos an. Die neuste Serie der Familie, Urbos 3, ist mit dem System Acumulador de Carga Rápida (ACR, dt. etwa „Schnelllade-Akkumulator“) ausgestattet, das den Fahrzeugen unter Einsatz von Superkondensatoren ein oberleitungsfreies Fahren auf kurzen Strecken ermöglicht.

### U-Bahn

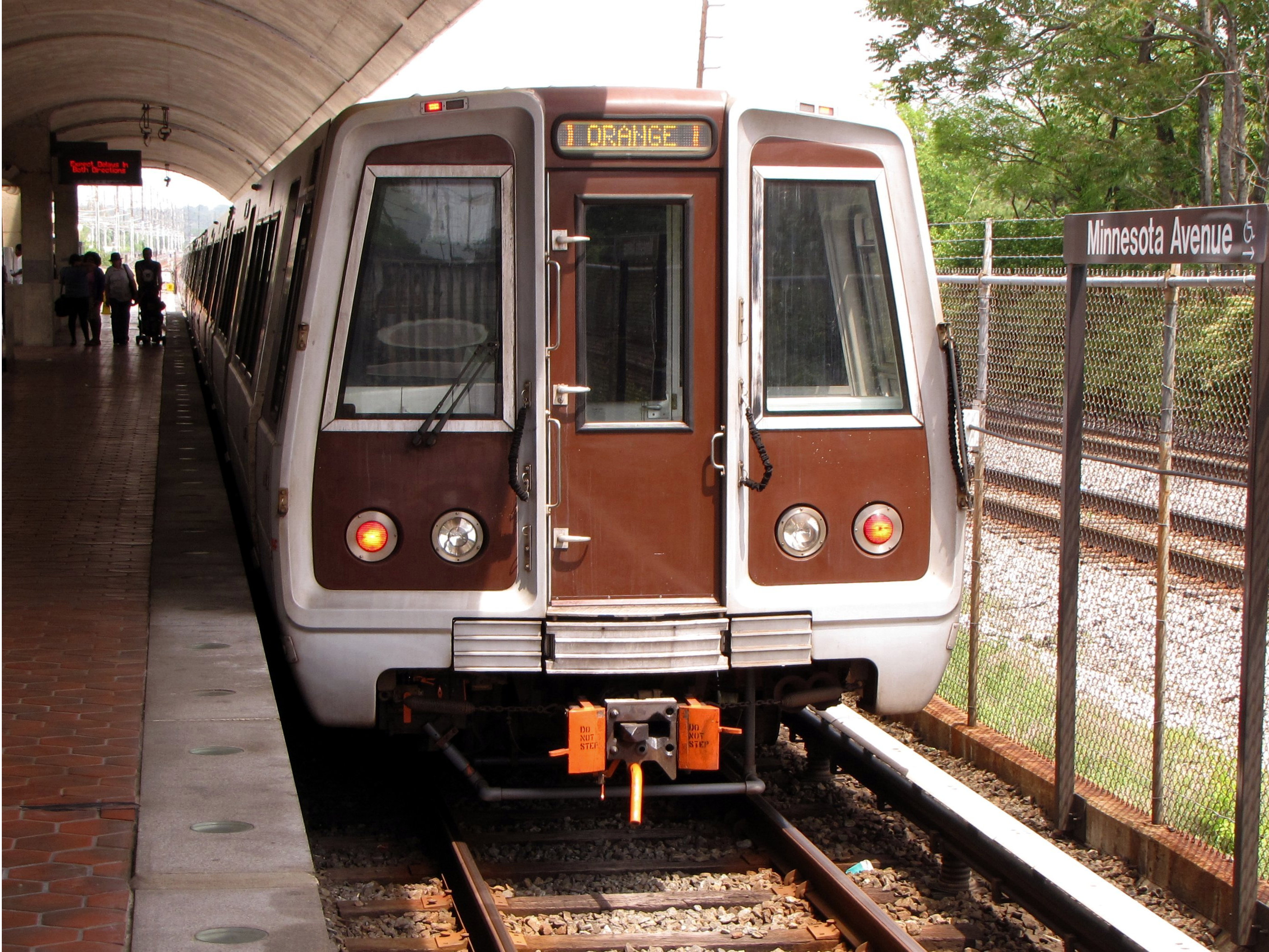
Baureihe 5000 der Metro Washington

Unter dem Namen Inneo fasst CAF verschiedene Typen von U-Bahn-Wagen zusammen. Neben verschiedenen Spurweiten und Wagenkästen bietet CAF auch einen automatischen Betrieb an.
Verkaufserfolge konnte CAF unter anderem in Barcelona, Brüssel, Essen, Bonn, Hannover, Helsinki, Madrid, Washington, D.C. und Rom erzielen.

### Signaltechnik
Das Geschäftsfeld CAF Signalling entwirft, produziert, liefert und wartet Eisenbahnsicherungstechnik. Es werden ERTMS-Technik, elektronische Stellwerke und integrierte Steuerzentralen angeboten.